# Tuần văn hóa Beskidzki
Tuần lễ văn hóa Beskidzki là một lễ hội văn hóa dân gian của Ba Lan được tổ chức hàng năm kể từ năm 1964, vào tháng 8, tại Wisła, Żywiec, Szczyrk, Oświęcim và Maków Podhalański của Ba Lan. Nhà tổ chức là Trung tâm văn hóa khu vực ở Bielsko-Biała.
Trong Tuần lễ Văn hóa Beskidzki, sáu thành phố tổ chức các buổi hòa nhạc của các ban nhạc Ba Lan và nước ngoài thể hiện sự phong phú ban đầu của âm nhạc dân gian, khiêu vũ, ca hát, nghi lễ và phong tục, trong khi các nghệ sĩ dân gian trình bày sự sáng tạo của họ, và các tổ chức và tổ chức văn hóa đạt được thành tựu trong lĩnh vực bảo vệ, tài liệu và phổ biến thành tựu văn hóa dân gian. Một phần của lễ hội cũng diễn ra: "Lễ hội văn hóa dân gian của người Tây Nguyên Ba Lan" tại Żywiec, "Cuộc họp văn hóa dân gian quốc tế" ở Żywiec, "Kỳ nghỉ Gorolski " ở Jabłonków, "Wawrzyńcowe Hudy" trong Ujsołach và "Istebniański Festyn" ở Istebna. Biểu tượng của Tuần lễ Văn hóa Beskidzki là Klepok, một món đồ chơi bằng gỗ truyền thống. Do phạm vi, thời lượng, số lượng buổi hòa nhạc và khán giả, đây là một trong những lễ hội văn hóa dân gian lớn nhất ở Ba Lan.
Tuần lễ đầu tiên của Tuần lễ Văn hóa Beskidzki đã diễn ra trong năm 1964 tại Wisła.
Tính riêng tronguần lễ Văn hóa Beskidzki năm 2009, đã có 83 ban nhạc Ba Lan và 23 ban nhạc nước ngoài (bao gồm Brazil, Thổ Nhĩ Kỳ, Ecuador, Croatia, Ấn Độ, Slovakia và Hy Lạp) đã biểu diễn tại lễ hội.

## Hình ảnh

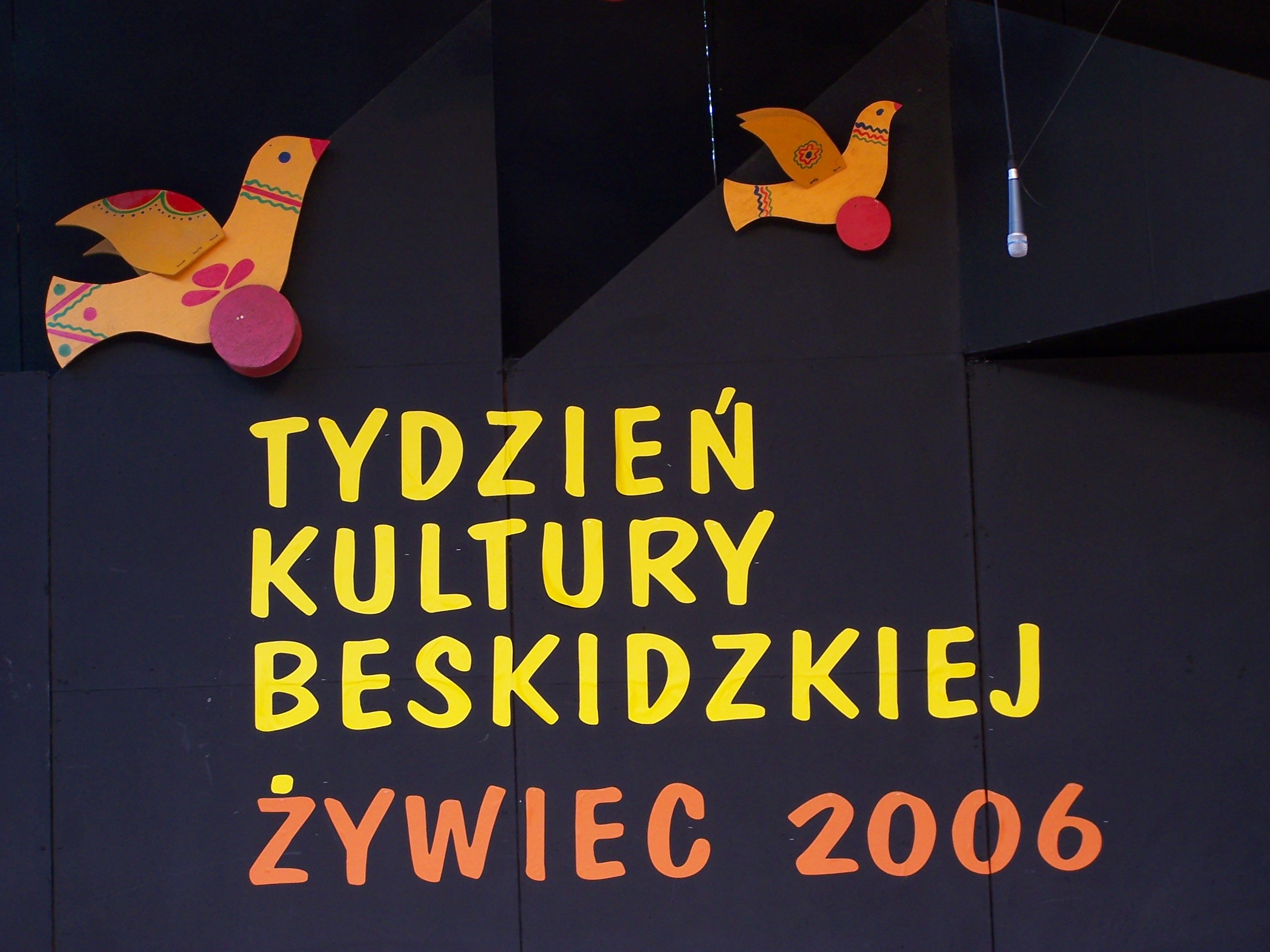
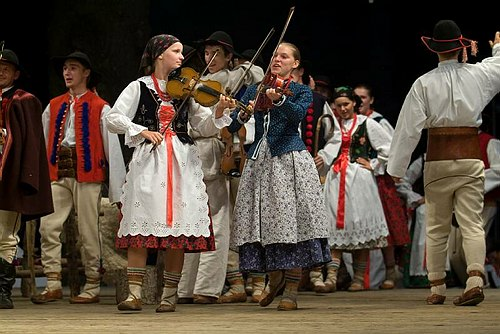
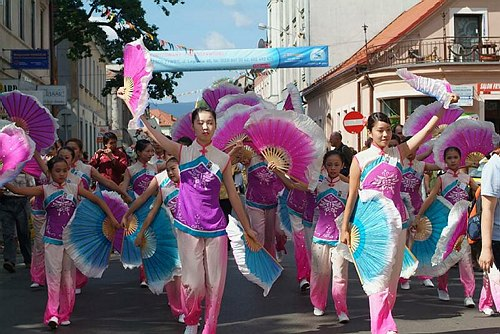
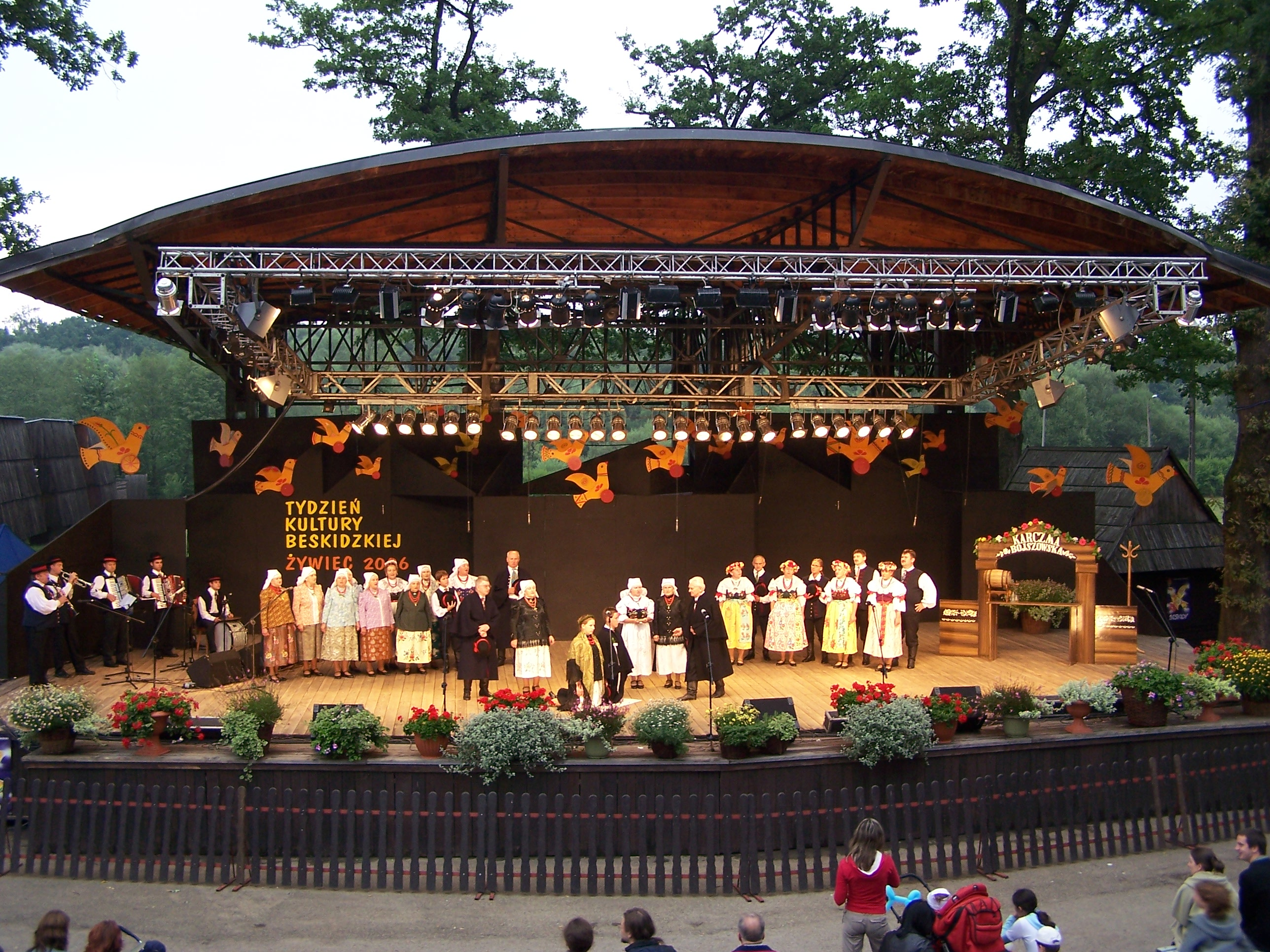
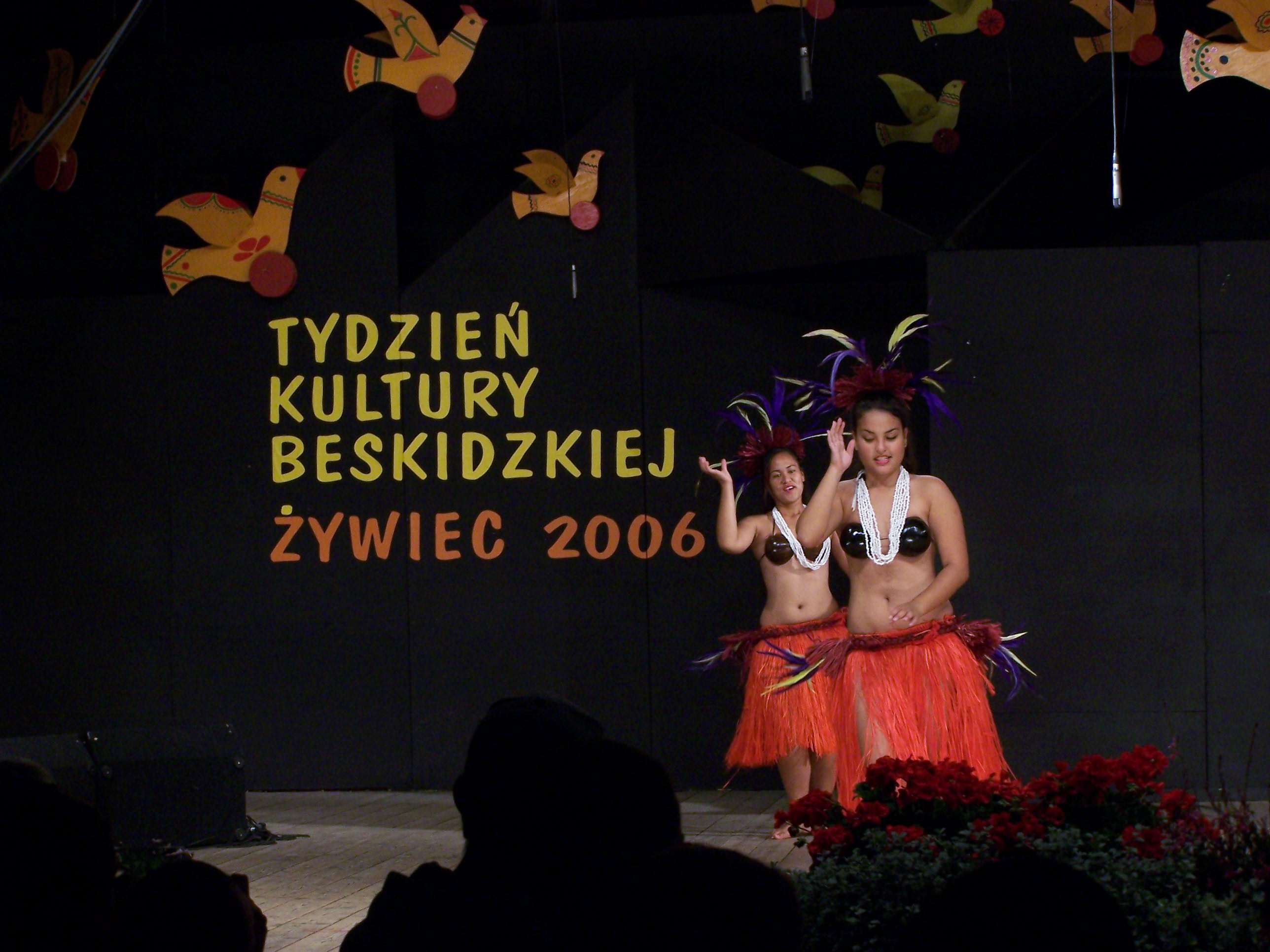